# Enrico Berrè
Enrico Berrè (Roma, 10 de novembre de 1992) és un esportista italià que competeix en esgrima, especialista en la modalitat de sabre.
Va participar en els Jocs Olímpics de Tòquio 2020, i hi va obtenir una medalla de plata en la prova per equips (juntament amb Luca Curatoli, Aldo Montano i Luigi Samele).
Va guanyar quatre medalles en el Campionat Mundial d'Esgrima entre els anys 2015 i 2019, i vuit medalles en el Campionat d'Europa d'esgrima entre els anys 2013 i 2019.

## Palmarès internacional
| Jocs Olímpics      | Jocs Olímpics           | Jocs Olímpics | Jocs Olímpics    |
| Any                | Lloc                    | Medalla       | Prova            |
| ------------------ | ----------------------- | ------------- | ---------------- |
| 2020               | Tòquio ( Japó)          | 2             | Sabre per equips |
| Campionat del món  |                         |               |                  |
| Any                | Lloc                    | Medalla       | Prova            |
| 2015               | Moscou ( Rússia)        | 1             | Sabre per equips |
| 2017               | Leipzig ( Alemanya)     | 3             | Sabre per equips |
| 2018               | Wuxi ( R.P. de la Xina) | 2             | Sabre per equips |
| 2019               | Budapest ( Hongria)     | 3             | Sabre per equips |
| Campionat d'Europa |                         |               |                  |
| Any                | Lloc                    | Medalla       | Prova            |
| 2013               | Zagreb ( Croàcia)       | 1             | Sabre per equips |
| 2013               | Zagreb ( Croàcia)       | 3             | Sabre individual |
| 2014               | Estrasburg ( França)    | 1             | Sabre per equips |
| 2015               | Montreux ( Suïssa)      | 2             | Sabre per equips |
| 2016               | Toruń ( Polònia)        | 2             | Sabre per equips |
| 2017               | Tbilisi ( Geòrgia)      | 2             | Sabre per equips |
| 2018               | Novi Sad ( Sèrbia)      | 2             | Sabre per equips |
| 2019               | Düsseldorf ( Alemanya)  | 3             | Sabre per equips |